# Colégio Termomecanica
O Colégio Termomecanica é uma instituição de ensino brasileira, sediada em São Bernardo do Campo, em São Paulo. Foi criado em 1989, sendo mantido pela Fundação Salvador Arena. Juntamente com a Faculdade de Tecnologia Termomecânica, forma o Centro Educacional da Fundação Salvador Arena.
O colégio é conhecido por oferecer educação gratuita da Educação Infantil ao Ensino Médio e Ensino Técnico. Segundo estimativas, cerca de 1800 alunos frequentam o colégio, que obteve posições de destaque nas notas do Exame Nacional do Ensino Médio em diversos anos.

## História
O Colégio Termomecanica teve origem em São Bernardo do Campo, no final da década de 1980, quando o então empresário Salvador Arena, dono e fundador da Termomecanica São Paulo SA, criou o Centro Educacional da Fundação Salvador Arena, baseado em seu projeto de ensino que desenvolveu na década de 70 e não conseguiu implantar nas escolas públicas do Brasil. Atualmente, o colégio é mantido pela Fundação Salvador Arena.
De lá para cá, o Colégio Termomecanica se expandiu, abrangendo o Ensino Infantil, Fundamental, Médio e Técnico. Além disso, passou a ser referência nacional pelos métodos de ensino inovadores. 
Além de oferecer aos alunos alimentação saudável, material didático e uniforme, o Centro Educacional da Fundação Salvador Arena (CEFSA) investe na modernização de sua infraestrutura, buscando atender às mais diferentes necessidades de crianças, jovens e adultos nas áreas da cultura, do conhecimento, do esporte e do lazer. Compreende o Teatro Engenheiro Salvador Arena, com capacidade para 600 espectadores; o Estádio Olímpico Bronze TM 23, com dimensões oficiais, arquibancada e pista de atletismo, com capacidade para 2000 espectadores e o Conjunto Aquático, com duas piscinas, sendo uma delas semiolímpica; diversos laboratórios amplamente equipados para suas especialidades e quatro bibliotecas interativas para atender alunos de diferentes faixas etárias. É uma das escolas com melhor infraestrutura no estado de São Paulo.
Os alunos da Educação Infantil e do Ensino Fundamental contam com período integral de ensino, além de aulas de reforço e de recuperação aos sábados. Já os alunos do Ensino Médio têm possibilidade de estudar nos períodos matutino e vespertino, desde que sejam aprovados no processo seletivo, podendo receber também aulas de reforço e de recuperação em horários determinados, de acordo com seu período.
Há também grupos de preparação especial para vestibulares e Olimpíadas de Conhecimento, instituídos recentemente, oferecido aos alunos interessados para preparação para estas competições.
Tradicionalmente, alunos do Colégio Termomecanica obtém resultados consideráveis nessas competições, mais notadamente na Olimpíada de Matemática do Grande ABC e na OBA, se classificam para a Olimpíada Internacional de Matemática e Olimpíada Internacional de Física, além de outras competições em nível nacional e estadual.
No ENEM, o Colégio Termomecanica foi considerado o melhor da região do Grande ABC nos anos de 2009, 2010 e 2011, ficando entre os 20 melhores colégios do estado e 100 melhores colégios do país. No ENEM 2012, o colégio ficou em 2º lugar na região e foi o 25º do estado e 64º no país.